# Villalengua
Villalengua es un municipio de España, perteneciente a la provincia de Zaragoza, en la comunidad autónoma de Aragón. Tiene una población de 289 habitantes (INE 2024).

## Geografía
Se sitúa a orillas del río Manubles, afluente del Jalón. Se conecta a través de la carretera A-1502. Tiene un área de 40,2 km² con una población de 287 habitantes (INE 2022) y una densidad de 7,15 hab./km². Antiguamente se llamaba Villaluenga.[cita requerida]

## Historia
Durante la Edad Media fue encomienda y señorío de la Orden de San Juan de Jerusalén.
A mediados del siglo XIX, la villa tenía contabilizada una población de 840 habitantes. Aparece descrita en el decimosexto volumen del Diccionario geográfico-estadístico-histórico de España y sus posesiones de Ultramar de Pascual Madoz de la siguiente manera:

VILLALENGUA: v. con ayunt. de la prov. y aud. terr. de Zaragoza (19 leg.), c. g. de Aragon, part. jud. de Ateca (2), dióc. de Tarazona (11): sit. en la parte superior de un cerro á la izq. del r. Manubles: la baten los vientos del N. y O.; su clima es templado y sano, aunque se padecen algunos catarros y afecciones de pecho. Tiene 302 casas inclusa la del ayunt. y cárcel; escuela de niños á la que concurren 70, dotada con 2,362 rs.; igl.parr. (La Asuncion) servida por un cura de segundo ascenso que presenta la encomienda de San Juan de Jerusalen, y 5 beneficiados que componen el capitulo ecl.; 5 erm. Sta. Eulalia, San Gregorio, San Juan Bautista, San Miguel y San Roque, sostenidas por los vec., y un cementerio junto á la igl. Confina el térm. por N. con el de Torrijo y Villarroya; E. Moros y Cervera; S. Embid de Ariza, y O. Torrijo: su estension de N. á S. es de una leg. y 1 1/2 de E. á O.: en su radio comprende una casa de campo que habita el ermitaño de Sta. Eulalia, con varias eras y pajares que todo lleva el nombre de la espresada ermita, y un monte pequeño dividido en deh. El terreno es de buena calidad; participa de secano y de regadío que fertiliza el r. Manubles, de cuyas aguas se sirven tambien los vec. para sus usos. caminos: el trasversal de Calatayud á Soria al que se incorpora el de Cervera y Aviñon en mal estado, y en el que hay una venta. El correo se recibe de Calatayud por balijero. prod.: trigo, cebada, vino, cáñamo, lino, alubias y toda clase de frutas: mantiene ganado lanar; hay caza de conejos, liebres y perdices, y escasa pesca en el r. ind.: la agrícola. comercio: consiste principalmente en la esportacion de vino, cáñamo y alubias, é importacion de bacalao y arroz. pobl.: 177 vec., 840 alm.. cap. prod.: 1.680,000 rs. imp.: 136,500: contr.: 23,932 rs.
(Madoz, 1850, p. 168)

## Demografía
Villalengua cuenta con una población de 289 habitantes (INE 2024).
| Gráfica de evolución demográfica de Villalengua entre 1842 y 2021                                                   |
| |
| Población de derecho según los censos de población del INE Población de hecho según los censos de población del INE |

## Administración y política
| Período   | Alcalde                  | Partido |  |
| 1979-1983 | Pedro José Acón Muñoz    | UCD     |  |
| 1983-1987 |                          |         |  |
| 1987-1991 |                          |         |  |
| 1991-1995 |                          |         |  |
| 1995-1999 |                          |         |  |
| 1999-2003 |                          |         |  |
| 2003-2007 | Ana Isabel Villar Lechón | PSOE    |  |
| 2007-2011 | Ana Isabel Villar Lechón | PSOE    |  |
| 2011-2015 | Ana Isabel Villar Lechón | PSOE    |  |
| 2015-2019 | Ana Isabel Villar Lechón | PSOE    |  |
| 2019-2023 | Ana Isabel Villar Lechón | PSOE    |  |

| Partido político    | Partido político                                   | 2003   | 2007   | 2011   | 2015   |
| Partido político    | Partido político                                   | Ediles | Ediles | Ediles | Ediles |
|                     | Partido de los Socialistas de Aragón (PSOE-Aragón) | 4      | 4      | 4      | 5      |
|                     | Partido Aragonés (PAR)                             | —      | —      | 2      | 2      |
|                     | Partido Popular de Aragón (PP)                     | 3      | 3      | 1      | 0      |
| Total de concejales | Total de concejales                                | 7      | 7      | 7      | 7      |

## Patrimonio
La iglesia de la Asunción de Nuestra Señora eclesiásticamente está incluida en el arciprestazgo del Alto Jalón. Es gótica, posiblemente del siglo XVI, aunque posteriormente se le añadió una cúpula barroca. Se encuentra bajo la advocación de Nuestra Señora de los Ángeles.

## Fiestas
Las fiestas patronales en honor a los Santos Gervasio y Protasio se conmemoran el 19 de junio, también se celebran San Pascual Baylón y Santiago.